# 北 (国立市)
北（きた）は、東京都国立市の町名。現行行政地名は北一丁目から北三丁目。郵便番号は、186-0001。

## 地理
国立市北部に位置する。北は立川市栄町、国分寺市西町及び光町、東は国分寺市日吉町、南東は国分寺市内藤、南は東、中及び西、南西は立川市羽衣町、西は立川市曙町に隣接する。町内は主に住宅地として利用される。

### 地価
住宅地地価は2017年（平成29年）1月1日の公示地価によれば北2丁目33番20の地点で28万7000円/m2となっている。

## 世帯数と人口
2017年（平成29年）12月1日現在の世帯数と人口は以下の通りである。
| 丁目     | 世帯数    | 人口    |
| -------- | --------- | ------- |
| 北一丁目 | 967世帯   | 1,841人 |
| 北二丁目 | 1,217世帯 | 2,282人 |
| 北三丁目 | 1,838世帯 | 4,003人 |
| 計       | 4,022世帯 | 8,126人 |

## 小・中学校の学区
市立小・中学校に通う場合、学区は以下の通りとなる。
| 丁目     | 番地      | 小学校                 | 中学校                 |
| -------- | --------- | ---------------------- | ---------------------- |
| 北一丁目 | 全域      | 国立市立国立第四小学校 | 国立市立国立第一中学校 |
| 北二丁目 | 1～11番地 | 国立市立国立第四小学校 | 国立市立国立第一中学校 |
| 北二丁目 | その他    | 国立市立国立第四小学校 | 国立市立国立第二中学校 |
| 北三丁目 | 全域      | 国立市立国立第四小学校 | 国立市立国立第二中学校 |

## 交通
鉄道
- 東日本旅客鉄道（JR東日本）
  - 中央本線：国立駅

道路
- 東京都道222号国立停車場恋ヶ窪線

## 施設
- 国立市立国立第四小学校
- 東京運輸支局多摩自動車検査登録事務所（住所は国立市北三丁目だが、敷地の一部が国分寺市西町一丁目にまたがっている）
- 東京都立北多摩高等学校→東京都立立川国際中等教育学校（地図上では校舎が国立市北三丁目、登記上では立川市曙町三丁目）
- オリンピック国立店